# Ной-Ульм (район)
Ной-Ульм (нім. Neu-Ulm) — район в Німеччині, у складі округу Швабія федеральної землі Баварія. Адміністративний центр — місто Ной-Ульм.

## Населення
Населення району становить 175 823 осіб (станом на 31 грудня 2020).

## Адміністративний поділ
Район складається з 5 міст (нім. Städte), 4 торговельних громад (нім. Märkte) та 8 громад (нім. Gemeinden):
| Міста 1. Вайсенгорн (13699) 2. Зенден (22587) 3. Іллертіссен (17559) 4. Ной-Ульм (58841) 5. Ферінген (13780) Торговельні громади 1. Альтенштадт (5132) 2. Бух (4100) 3. Келльмюнц (1455) 4. Пфаффенгофен-ан-дер-Рот (7271) | Громади 1. Белленберг (4544) 2. Гольцгайм (1953) 3. Ельхінген (9581) 4. Нерзінген (9490) 5. Оберрот (984) 6. Остерберг (925) 7. Роггенбург (2780) 8. Унтеррот (1142) |

Дані про населення наведені станом на 31 грудня 2020.